# Badigeon
Un badigeon de chaux est un mélange d'eau, de chaux et très souvent de pigments. On parle également de peinture à la chaux, de peinture minérale. Parfois coloré, parfois blanc, épais ou transparent, appliqué sur des supports d'enduits le badigeon présente de bonnes qualités esthétiques.
On peut classer les badigeons de chaux selon leur consistance :

## Chaulage
Le chaulage peut être un mélange de chaux et d'eau dans un rapport d'environ un volume de chaux pour un volume d'eau, la consistance relativement épaisse (surtout si l'on a utilisé une chaux en pâte) permet d'obtenir une peinture d'apparence épaisse, bouche pore.

Le caractère épais ne permet pas de mélanger des pigments.

La technique ancestrale du chaulage est reconnue efficace dans le domaine de la désinfection dans le cas de maladies contagieuses. Elle est utilisée majoritairement de par son faible coût dans les pays et régions d'élevage du bétail. Seule la chaux vive est utilisée dans la proportion de 10 % et fraîchement éteinte. Ainsi on bénéficie d'une peinture au caractère très alcalin propre à assainir les étables, les bergeries, les murs de fermes.

## Le badigeon
On augmente légèrement le volume d'eau (1 volume de chaux pour 2 volumes d'eau), ainsi on peut ajouter des pigments minéraux.
Le pouvoir colorant de la chaux aérienne (blanc) limite la saturation en couleur du badigeon, il convient donc de limiter la quantité de pigment (25 % du poids de chaux maximum en pigments pour les terres naturelles, 15 % pour les oxydes)
La peinture minérale produite a un aspect couvrant, bouche pores, le passage de la brosse est visible.

## Eau forte, patine à la chaux
On augmente encore le volume d'eau :
- eau forte : 1 volume de chaux pour 4 volumes d'eau, la peinture minérale produite a un aspect transparent, la couleur est également plus saturée (60 % du poids de chaux maximum en pigments pour les terres naturelles, 30 % pour les oxydes)
- patine à la chaux : 1 volume de chaux pour 10 à 30 volumes d'eau et plus, la peinture minérale produite a un aspect très transparent,

Les termes ici employés sont certainement discutables. Ce ne sont pas des termes techniques précis, ils restent relatifs et permettent plutôt d'associer un vocabulaire à des techniques qui recouvrent les mêmes matériaux pour des résultats très différents.
Les pourcentages indiqués sont approximatifs et dépendent de la sorte de chaux utilisée et des conditions d'utilisations : avec la même dilution, une chaux peut très bien être plutôt un badigeon avec un fort pouvoir couvrant et une autre être seulement une eau forte avec un effet aquarellé.

## Blanc en bourre
Pour les intérieurs le badigeon était souvent remplacé par une couche légère de blanc en bourre. Le blanc en bourre était une qualité d'enduit, formée d'une pâte de chaux grasse ou d'argile coulée dans laquelle on incorporait une certaine quantité de bourre blanche. La bourre était constituée de poils provenant des peaux tannées.

## Mise en œuvre
Les peintures à la chaux nécessitent un support minéral poreux, idéalement un enduit de terre, de sable à base de chaux, de plâtre. Ces techniques, sans être complexes, nécessitent l'expérience de quelques mises en œuvre pour être maîtrisées.